# Michelangelo Jacobucci
Michelangelo Jacobucci (* 8. April 1934 in Vinchiaturo) ist ein italienischer Diplomat im Ruhestand.

## Werdegang
Am 30. November 1956 schloss er ein Studium der Rechtswissenschaft an der Universität Rom ab.
Am 31. Dezember 1959 trat er in den auswärtigen Dienst.
Vom 27. Januar 1962 bis 2. Dezember 1966 war er Vizekonsul in Melbourne.
Vom 2. Dezember 1966 bis 1. Juli 1973 war er Gesandtschaftssekretär erster Klasse in Wien.
Vom 1. Juli 1973 bis 23. August 1975 war er Gesandtschaftsrat erster Klasse in Peking.
Vom 23. August 1975 bis 2. Januar 1980 war er Gesandtschaftsrat erster Klasse in Washington, D.C.
Vom 2. Januar 1980 bis 16. Juli 1985 war er zum Generalsekretariat der Präsidentschaft der Republik abgeordnet.
Vom 16. Juli 1985 bis 11. Januar 1989 war er Botschafter in Algier.
Vom 11. Januar 1989 bis 28. August 1991 war er Botschafter in Athen.
Vom 28. August 1991 bis 1. April 1997 war er Ständiger Vertreter der italienischen Regierung bei der UNESCO in Paris.
Vom 1. April 1997 bis 14. Oktober 2000 war er Botschafter in Brasília und war gleichzeitig mit Sitz in Brasília als Botschafter in Georgetown (Guyana) und Paramaribo (Suriname) akkreditiert.
Am 1. November 2000 wurde er in den Ruhestand versetzt.